# Lazër Vlashi
Lazër Vlashi (ur. 15 września 1919 w Durrësie, zm. 9 października 2015 w Tiranie) – albański aktor i reżyser.

## Życiorys
Na scenie zadebiutował w komedii „Fałszywa reklama”, w lutym 1937, występując w zespole amatorskim, założonym przez towarzystwo kulturalne DURRËSI. Odtwarzał w nim także role kobiece (w dramacie Lulja e kujtimit Foqiona Postoliego). W 1945 powrócił na scenę i występował w teatrze amatorskim w Durrësie. W 1948 przeniósł się do Tirany i po zwycięstwie w konkursie rozpoczął pracę jako aktor zawodowy w Teatrze Ludowym, przemianowanym później na Teatr Narodowy (alb. Teatri Kombetar). Po raz pierwszy na tej scenie pojawił się odgrywając rolę Celuchowa w dramacie Gubernator prowincji Lwa Szejnina. Na scenie narodowej zagrał ponad 80 ról. W czasie kampanii przeciwko biurokratyzacji, w marcu 1976 Vlashi został zmuszony do przejścia na wcześniejszą emeryturę. Po 1990 nadal sporadycznie pojawiał się na scenie. Przez wiele lat związany z Radiem Tirana (występował w programach Fjala artistike ne mikrofon i Dramatizme ne radio).
Występował w Radiu Tirana, odgrywając kilkadziesiąt ról w programie Teatri ne ekran. Na dużym ekranie zadebiutował w 1958 niewielką rolą w filmie Tana. Potem zagrał jeszcze w siedmiu filmach fabularnych, w trzech były to role główne. Pracował także jako reżyser w tirańskim Teatrze Varietes.

## Role filmowe
- 1958: Tana jako sekretarz
- 1961: Debatik jako kwestor
- 1963: Detyre e posacme
- 1964: Toka jone jako ksiądz
- 1965: Vitet e para
- 1969: Njesit gueril jako oficer
- 1972: Ndergjegja jako prokurator
- 1979: Mysafiri jako agent wywiadu